# ゲルフォント＝シュナイダーの定理
ゲルフォント＝シュナイダーの定理 (ゲルフォント゠シュナイダーのていり、英: Gelfond–Schneider's theorem) は、指数関数の値の超越性に関する定理である。1934年に、アレクサンドル・ゲルフォントとテオドール・シュナイダーによって、それぞれ独立に証明された。

## 定理の主張
{\displaystyle \alpha }を 0, 1 以外の代数的数、β を有理数ではない代数的数としたとき、{\displaystyle \alpha ^{\beta }} は、超越数である。

## 系
系1
{\displaystyle \alpha _{1},\alpha _{2}} を 0, 1 以外の代数的数とする。{\displaystyle \log \alpha _{1}/\log \alpha _{2}} は、有理数であるか超越数である。
系2
{\displaystyle \alpha _{1},\alpha _{2},\beta _{1},\beta _{2}} を 0 以外の代数的数とする。もし、{\displaystyle \log \alpha _{1},\log \alpha _{2}} が有理数体上線形独立であるならば、{\displaystyle \beta _{1}\log \alpha _{1}+\beta _{2}\log \alpha _{2}\neq 0} である。

## 例
ゲルフォント゠シュナイダーの定理を用いて、以下の数が超越数であることが示される。
- {\displaystyle 2^{\sqrt {2}}} 。(オンライン整数列大辞典の数列 A007507)
- {\displaystyle {\sqrt {2}}^{\sqrt {2}}} 。(オンライン整数列大辞典の数列 A078333)
- {\displaystyle e^{\pi }\ (=(-1)^{-i})} 。これはゲルフォントの定数とよばれる。(オンライン整数列大辞典の数列 A039661)
- 有理数ではない代数的数 {\displaystyle \alpha } に対する、{\displaystyle \sin {\alpha \pi }}, {\displaystyle \cos {\alpha \pi }}, {\displaystyle \tan {\alpha \pi }} 。
- {\displaystyle i\alpha } が有理数ではない代数的数 {\displaystyle \alpha } に対する、{\displaystyle \sinh {\alpha \pi }}, {\displaystyle \cosh {\alpha \pi }}, {\displaystyle \tanh {\alpha \pi }} 。
- 乗法的独立[1]である、0, 1 ではない代数的数 {\displaystyle \alpha ,\ \beta } に対する、{\displaystyle \log {\alpha }/\log {\beta }} 。

## 歴史
ダフィット・ヒルベルトは、1900年にパリで行われた国際数学者会議において、ヒルベルトの23の問題と呼ばれる23個の問題のうち、7番目の問題として、「a が 0 でも 1 でもない代数的数で、b が代数的無理数であるとき、ab は超越数であるか」を提出した。
その後、1929年に、アレクサンドル・ゲルフォントによって、β が虚二次体の場合に、{\displaystyle \alpha ^{\beta }} が超越数であることを証明し、例えば、{\displaystyle e^{\pi }} が超越数であることを示した。
その直後、ゲルフォントの方法を元にして、カール・ジーゲルは、β が実二次体の場合に成り立つことを示したが、発表はされなかった。翌年（1930年）、ロディオン・クズミンは、ゲルフォントの方法に基づいて、同じ結果を発表した。
1934年に、ゲルフォントとテオドール・シュナイダーがそれぞれ独立に、β が一般の代数的数の場合に成り立つことを証明した。
この結果、ヒルベルトの第7問題が肯定的に証明された。
ヒルベルトは、第7問題は大変難しい問題であり、リーマン予想の方が早く解決するのではないかと思っていたが、10年余りで証明されたことを聞いて、大変驚いたという。
ゲルフォント゠シュナイダーの定理より、2つの代数的数の対数が有理数体上線形独立であれば、代数的数体上線形独立となるが（系2）、この結果を 2以上の対数に拡張したものが、アラン・ベイカーによって、1966年に発表された（ベイカーの定理を参照）。